# Nuova Compagnia di Canto Popolare (album 1972)
Nuova Compagnia di Canto Popolare è un album doppio del gruppo italiano Nuova Compagnia di Canto Popolare, uscito nel 1972 e ristampato nel 1976 da Dischi Ricordi nella serie Orizzonte diviso in due LP separati ed intitolati rispettivamente Cicerenella (SMRL 6152) e La serpe a Carolina (SMRL 6153). Queste ristampe sono identiche al primo e al secondo disco, ad eccezione della ristampa del 1976 de La serpe a Carolina, in cui i brani seguono un ordine diverso e manca La rumba degli scugnizzi, canzone uscita nel 1975 come 45 giri.

## Tracce

### Nuova Compagnia di Canto Popolare[1]

#### Primo LP
Lato A
1. Jesce sole
2. Ritornello delle lavandaie del Vomero
3. Vurria addeventare
4. Lacrime 'e cundannate
5. Li 'ffigliole
6. Canto dei Sanfedisti

Lato B
1. La canzone di Zeza
2. La morte di mariteto
3. Quanno nascette Ninno
4. Cicerenella
5. Angelarè
6. Pastorella siciliana

#### Secondo LP
Lato A
1. Madonna tu mi fai
2. Ballo di sfessania
3. Tarantella del'600
4. Pacchianella d'Uttajano
5. O vecchia
6. La rumba degli scugnizzi

Lato B
1. De la crudel morte de Cristo
2. La serpe a Carolina
3. Il mattacino
4. Cantà a 'ffigliola
5. La 'Ndrezzata

### La serpe a Carolina (ristampa del 1976 del secondo disco)[2]
Lato A
1. Madonna tu mi fai
2. Il mattaccino
3. De la crudel morte del Cristo
4. La 'ndrezzata

Lato B
1. La serpe a Carolina
2. Cantà a ffigliola
3. Ballo di Sfessania
4. O vecchia
5. Pacchianella d'Uttaiano
6. Tarantella del '600